# René Cassin

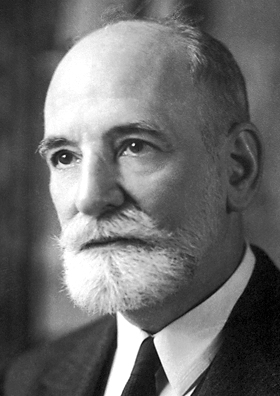
René Cassin

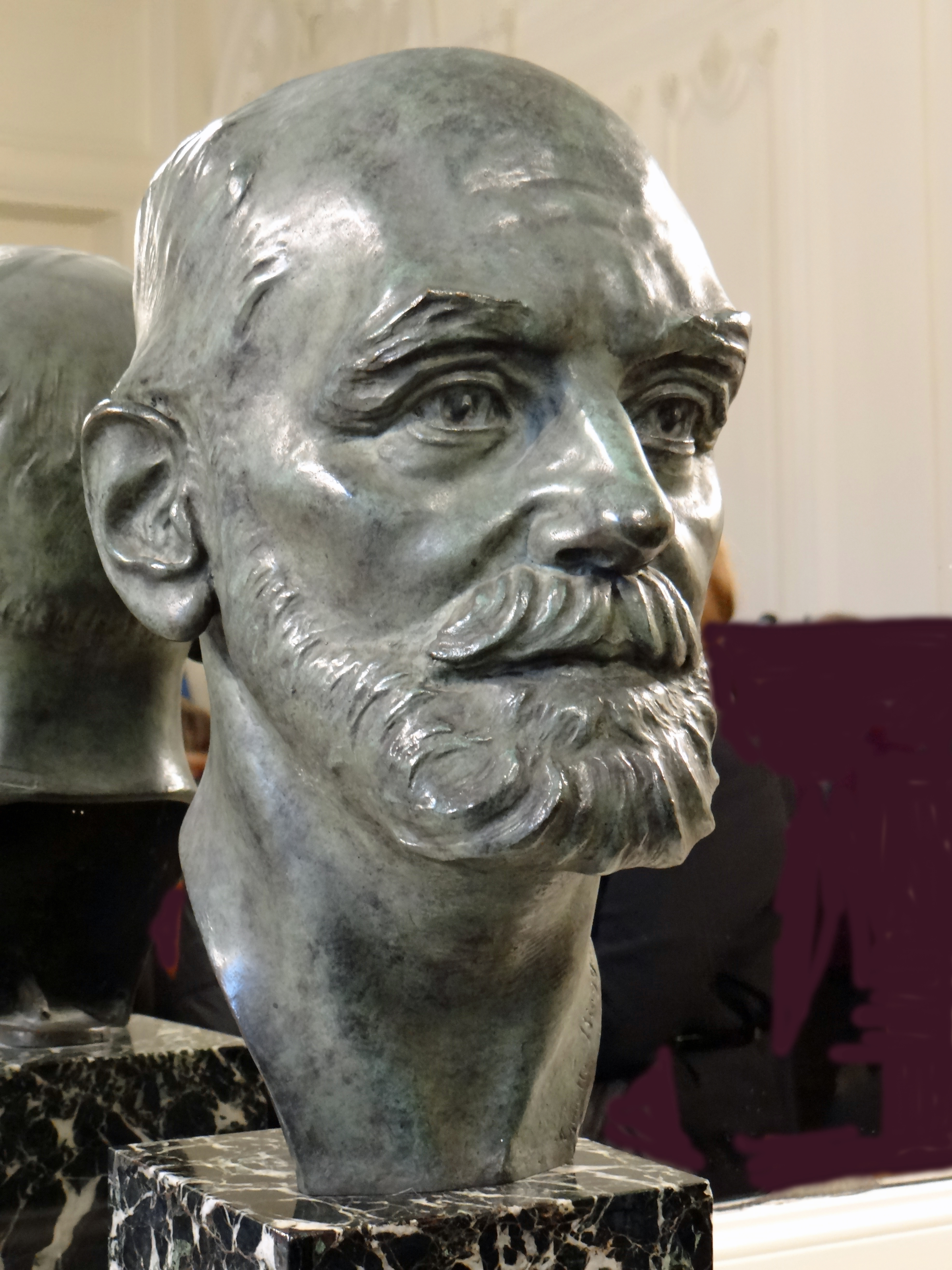
Büste von René Cassin im Palais Royal

René Samuel Cassin (5. Oktober 1887 in Bayonne – 20. Februar 1976 in Paris) war ein französischer Jurist, Diplomat und Erzieher. Ausgezeichnet wurde Cassin mit dem Großkreuz der französischen Ehrenlegion und dem Friedensnobelpreis 1968 als Verfasser der Allgemeinen Erklärung der Menschenrechte der Vereinten Nationen 1948.

## Leben und Wirken

### Herkunft und frühe Jahre
René Cassin war der Sohn eines jüdischen Kaufmanns portugiesisch-marranischer Herkunft aus Forbach in Lothringen, der später in Nizza als Weinhändler tätig war. Seine Mutter war eine geborene Dreyfus aus dem Elsass. Nach dem Besuch des Gymnasiums in Nizza studierte René Cassin Rechtswissenschaften in Aix-en-Provence und Paris und promovierte als Jurist, Volkswirtschaftler und in den politischen Wissenschaften.

### Lehrtätigkeit und französische Völkerbundvertretung
Im Jahr 1920 ging  Cassin als Professor an die Universität in Lille und blieb dort bis 1929, danach wechselte er an die Pariser Universität Sorbonne. Cassin entschied sich frühzeitig für völkerrechtlich gesicherte Friedensverträge und -bemühungen:

„Als im Jahr 1921 der Wiederaufbau im Inneren (sc. Frankreichs) alle Leute in Anspruch nahm, da hat die ‚Union fédérale‘, kurzentschlossen die Grenzen überschreitend, das Problem des allgemeinen Friedens aufgegriffen. Die UF vertritt lautstark, dass Frankreich, indem es seinen Sieg (sc. über die Mittelmächte im Ersten Weltkrieg) zum Nutzen aller wendet, zugleich seinen eigenen Interessen am besten dient, welche vom FRIEDEN nicht zu trennen sind.“

Zwischen 1924 und 1938 war René Cassin ein Vertreter Frankreichs im Völkerbund.

### Wirken während des Zweiten Weltkriegs

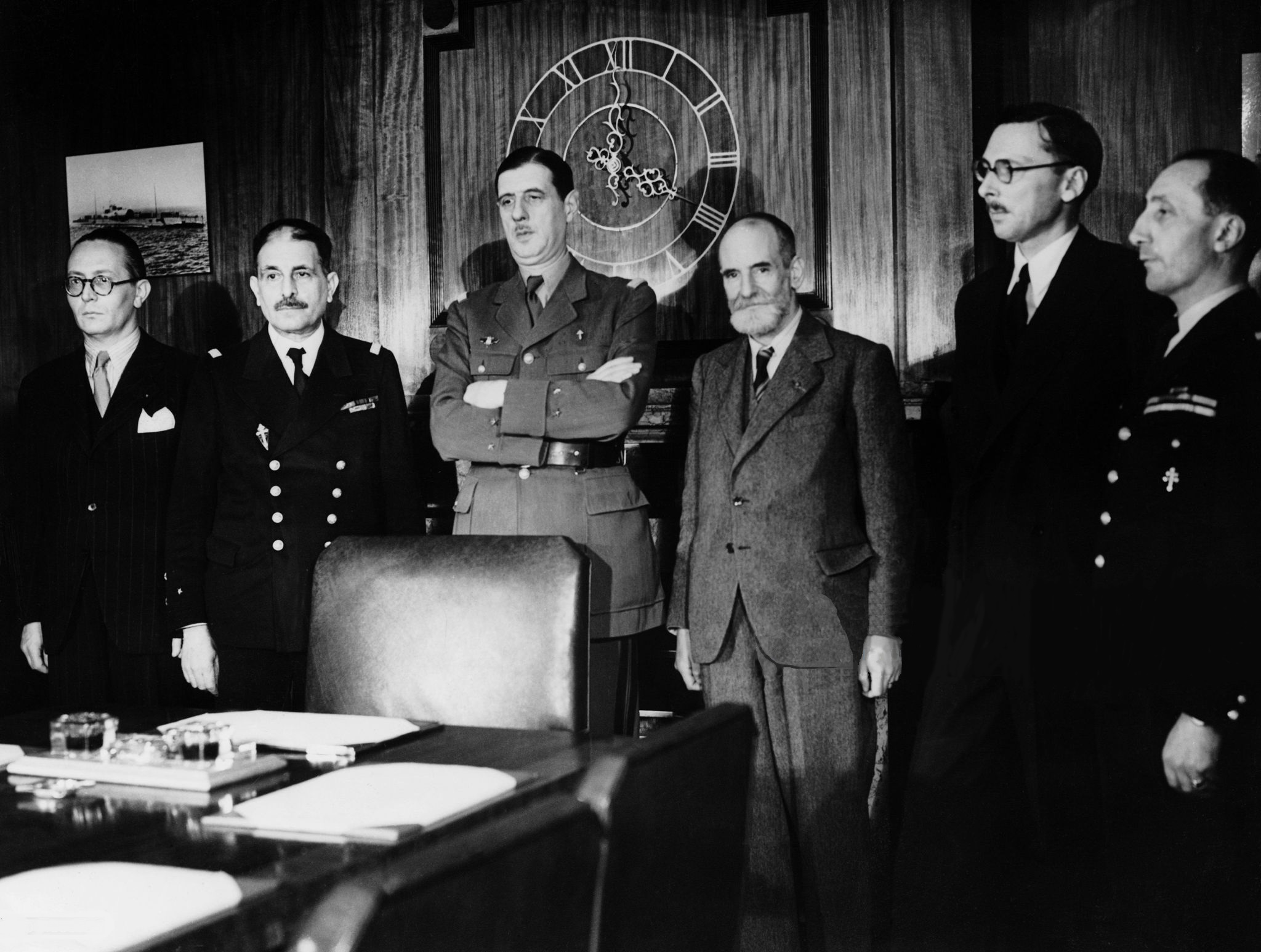
René Cassin (4. Person von links) mit dem Französischen Nationalkomitee in London, 1942

René Cassin verließ im Jahr 1940 Frankreich und folgte Charles de Gaulle nach London, um ihn beim Aufruf zur Fortführung des Krieges gegen Deutschland zu unterstützen. In der Folge wurde ihm dafür die Staatsbürgerschaft Frankreichs aberkannt und er wurde durch das Vichy-Regime in Abwesenheit zum Tode verurteilt. Gemeinsam mit de Gaulle gründete er die France libre, die freien französischen Streitkräfte innerhalb der britischen Armee. René Cassin verhandelte mit Winston Churchill deren Status und wurde so ständiger Sekretär des Verteidigungsrates unter de Gaulle. Von 1941 bis 1943 wurde er Nationalkommissar der Freien Französischen Regierung in London und 1944 gehörte er zu den Initiatoren des Französischen Komitees für die Nationale Befreiung in Algier und Präsident der dortigen juristischen Kommission, in der er die Grundlagen der Gesetzgebung Frankreichs nach dem Zweiten Weltkrieg vorbereitete.

### Karriere nach 1945 und Friedensnobelpreis

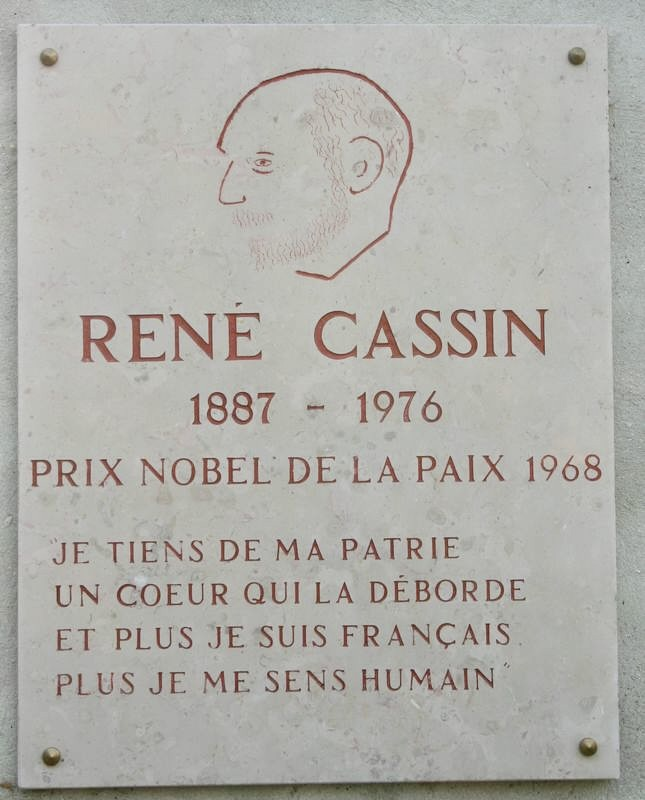
Gedenktafel für den Friedensnobelpreis von René Cassin am israelitischen Gemeindezentrum von Rueil-Malmaison

René Cassin gehörte im Jahr 1945 zu den Gründern der UNESCO. 1946 wurde er Präsident der Nationalen Hochschule für Verwaltung ENA und des Obersten Schiedsgerichtshofes. Parallel war er bis 1960 Vizepräsident des Staatsrates.
Von 1946 bis 1958 war Cassin Vertreter Frankreichs bei den Vereinten Nationen. Dabei war er einer der maßgeblichen Initiatoren der Allgemeinen Erklärung der Menschenrechte, von der er einen großen Teil auch selbst verfasste.
1959 wurde er Vizepräsident des Europäischen Gerichtshofes für Menschenrechte bis 1965, danach bis 1968 Präsident desselben. Auf Vorschlag des französischen Senatspräsidenten war er von 1960 bis 1971 ein Mitglied des Conseil constitutionnel (Verfassungsgerichts).
Im Jahr 1968 erhielt René Cassin den Friedensnobelpreis vor allem für die Arbeit an der Menschenrechtserklärung 20 Jahre zuvor und für seinen Einsatz zur Verbreitung und Durchsetzung derselben. Er setzte das Preisgeld für die 1969 erfolgte Gründung des „Internationalen Instituts für Menschenrechte“ in Straßburg ein, in dem Juristen aller Länder in Völkerrecht aus- und fortgebildet werden. Außerdem wurde er 1968 mit dem Menschenrechtspreis der Vereinten Nationen ausgezeichnet.
1971 wurde er korrespondierendes Mitglied der British Academy.

### Tod und Beisetzung

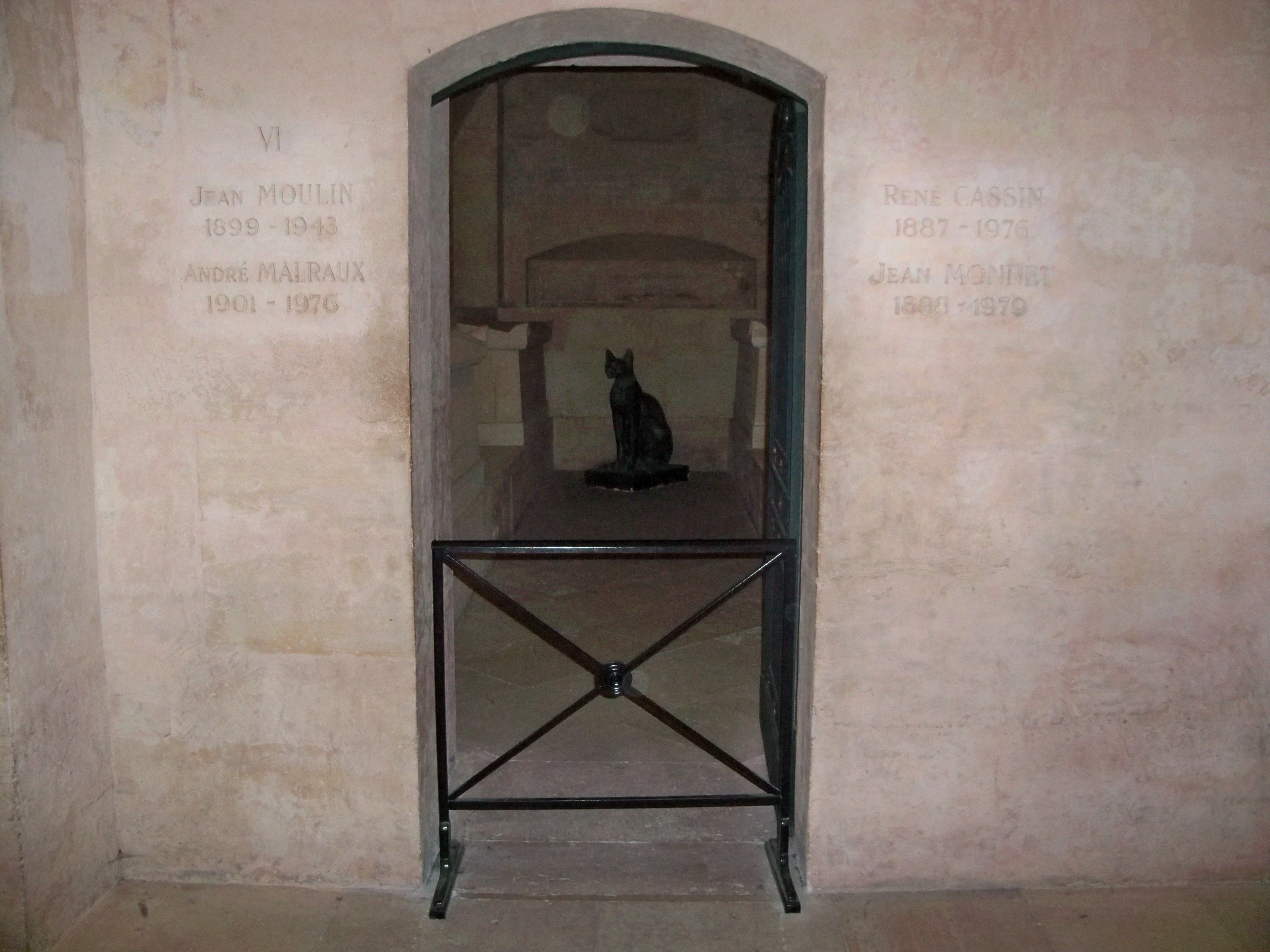
Grab von René Cassin im Panthéon

René Cassin verstarb am 20. Februar 1976 im Alter von 88 Jahren in Paris. Im Jahr 1987 wurden seine sterblichen Überreste in das Panthéon überführt.

## Werke
- Vorwort. In: André Chouraqui: La condition juridique de l'Israélite marocain. L'Alliance israélite Universelle, Paris 1950 (französisch)
- Vorwort. In: André Chouraqui: L'Alliance Israelite Universelle et la Renaissance Juive Contemporaine 1860–1960. Presses Universitaires de France, Paris 1965 (französisch).
- Les hommes partis de rien. Le réveil de la France abbatue 1940–41. Plon, Paris 1975 (französisch).
- René Cassin et l'École nationale d'administration. La Documentation française, Paris 2004, ISBN 2-11-005698-3 (französisch).
- La Genèse de la Charte des droits de l'homme. In: The Unesco courier. A window open on the world. Band XXI, 1, 1968, S. 4–6 (französisch).
- Science and human rights. In: Impact of science on society. Band XXII, 4, 1972, S. 329–339 (englisch).
- La Tradition libérale occidentale des droits de l'homme. In: Human rights teaching. Band IV, 1, 1985, S. 51–56 (auch in Englisch: The Liberal Western tradition of human rights. Round Table Meeting on Human Rights in Oxford. UK 1965).